# Inventaire floristique
La création d'un inventaire floristique consiste en la réalisation de relevés systématique des taxons, espèces, genres, classes, familles et ordres du monde de la flore.
Il permet le recensement des différentes espèces via des observations sur une surface délimitée.

## Fonctions et utilité
Les inventaires peuvent constituer des bases de données, des catalogues, identifier des plantes rares ou typiques, ainsi que leurs associations en formations végétales. Souvent associés à la cartographie, ils précisent la qualité et la quantité, voire la diversité dans un lieu. La surface étudiée peut se limiter à un biotope. Lorsqu'ils se développent à l'échelle d'une ville ou d'un canton, ils sont subdivisés en carrés kilométriques.
Des botanistes de terrain et des sociétés locales envoient leurs études floristiques à l'organisation cantonale qui les transmet au Centre du Réseau suisse de floristique (CRSF) à Genève. Celui-ci s'associe à la Commission suisse pour la conservation des plantes sauvages (CPS) pour former Info Flora, qui met à disposition des données sur la flore suisse et son degré de protection. Les informations sur des plantes menacées servent à publier des Listes rouges. En 1992, la confrontation de la Liste rouge avec des documents européens a permis d'identifier des plantes menacées en Suisse  et rares en Europe, qui sont prioritaires. L'Office fédéral de l'environnement (OFEV) mandate des centres de données nationaux pour la révision de diverses listes. Dès 2016, les priorités tiennent compte de nouvelles catégories de menaces selon l'UICN.

### Évaluation et suivi de l'environnement et de la biodiversité
Pour dépasser l'impression que l'environnement se dégrade et que des espèces disparaissent de façon accélérée, un inventaire apporte des données factuelles précises. Par exemple l'Association suisse de bryologie et de lichénologie a impulsé un projet d'inventaire des muscinées suisse à l'Institut de botanique de l'Université de Zurich, avec la collaboration de l'Institut botanique de Berne et le Conservatoire botanique de Genève. Le recensement est basé sur des carrés de 10 km2. Un plan de travail précise le nombre de relevés à effectuer, selon les coordonnées géographiques et par type de végétation sur 100 m2. La situation antérieure est basée sur les herbiers et documents anciens. Les objectifs sont d'élaborer une liste rouge et un atlas de distribution. Par comparaison avec un état antérieur, lorsqu'il a été documenté, on identifie des espèces devenues rares ou disparues. Les observations sont rassemblées dans une base de données informatisée. On cherche à comprendre la raison des disparitions: changement d'exploitation forestière, lac d'accumulation de barrage, exploitation de tourbière ou piste de ski. 

### Législation
L'Ordonnance sur la protection de la nature et du paysage (OPN) de la Suisse contient, dans son annexe 2 de l'article 20 alinéa 1, une liste de la flore protégée. Elle applique la loi fédérale du 1er juillet 1966 sur la protection de la nature et du paysage (LPN), la loi fédérale du 7 octobre 1983 sur la protection de l’environnement (LPE) et la Convention relative à la conservation de la vie sauvage et du milieu naturel de l’Europe, du 19 septembre 1979.